# Olivier Ackermann
Pour les articles homonymes, voir Ackermann.
Olivier Ackermann (né le 20 septembre 1969 à Strasbourg ou Hennebont,,) est un coureur cycliste français, principalement actif dans les années 1980 et 1990.

## Biographie
Ancien membre de l'ASPTT Paris, Olivier Ackermann a notamment remporté le Tour Nivernais Morvan en 1991. La même année, il est sélectionné en équipe de France amateurs pour les Jeux méditerranéens d'Athènes, où il se classe troisième de la course en ligne, derrière les Italiens Davide Rebellin et Michele Bartoli. 
Dans les années 2010, il continue de participer à des courses cyclistes sous les couleurs de l'AS La Steigeoise.

## Palmarès
- 1987
  - Tour de Lorraine juniors
- 1989
  - Grand Prix des Carreleurs
- 1990
  - Champion de Lorraine sur route
  - 2e du Souvenir Louison-Bobet
  - 2e du Tour de Liège
  - 3e de Paris-Épernay
- 1991
  - Tour Nivernais Morvan
  -  Médaillé de bronze de la course en ligne aux Jeux méditerranéens
- 1993
  - 3e de Paris-Vailly